# Мальтиц
Мальтиц (нем. von Maltitz) — баронский род.

## Происхождение и история рода
Происходит из Мейссена и восходит к концу XIII в. Барон Фридрих-Филипп (1713—1766) выехал в Россию, был бригадиром и гоф-егермейстером, его сын Пётр Федорович (1753—1826) — посланником в Лиссабоне, Штуттгардте и Карлсруэ. Сын его Фридрих-Франц (1794—1857); брат последнего, Аполлон. Со смертью его (1870) пресекся этот род Мальтиц.
Род внесен в матрикул Курляндского дворянства 30-го сентября 1786 года. Определениями Правительствующего Сената род этот признан в баронском достоинстве. В Германии в конце XIX в. существовал род фон Мальтиц, также весьма древнего происхождения.
- барон Готгильф Август фон Мальтиц[нем.] (1794—1837) — нем. поэт; участвовал в походах 1813-15 гг. В пьесе «Der alte Student» (1828), некоторое время запрещенной в Германии, он заступается за Польшу. Более крупными художественными достоинствами отличается его драма «Hans Kohlhas» (1828). Сатирический характер имеют его сочинения: «Pfefferk örner» (1831-34), «Humoristische Raupen» (4 изд., 1839), «Streifz ü ge durch die Felder der Satyre und Romantik» (1824) и «Briefwechsel aus dem Narrenhause» (3 изд., 1840).
- Мальтиц, Леонтий Фёдорович (?—1828) — барон, генерал-майор, герой русско-турецкой войны 1787—1792 годов.
- барон Мальтиц, Пётр Фёдорович (22.08.1753 — 23.10.1826) — тайный советник, камергер. С 1784 по 1789 гг. директор Академии художеств. Посланник в Штутгарте (1797, 1803—1808 и 1810—1811 гг.), Лиссабоне (1799 г.) и Карлсруэ (1803—1808 и 1811—1817 гг.).
  - барон Мальтиц, Франц Петрович (1794—1857) — посланник в Нидерландах (1837-53 гг.). Немецкий поэт; был русским посланником в Гааге. Он составил себе имя продолжением и окончанием трагедии Шиллера «Demetrius» (1817). Кроме того, ему принадлежат «Gedichte» (1817 и 1829) и «Phantasiebilder» (1834).
  - барон Мальтиц, Аполлон Петрович (1795—1870) — тайный советник, доктор философии, писатель, поверенный в делах в Бразилии (1830-36 гг.) и в Саксен-Веймаре (1841-65 гг.).